# Lautaro Chávez (ciclista)
Lautaro Chávez (Los Corralitos, Mendoza, 26 de mayo de 1966) es un ciclista argentino. Compitió en la prueba masculina de ciclismo de montaña de fondo en los Juegos Olímpicos de Verano de 1996. 
El deportista de Los Corralitos, había desarrollado una carrera meteórica en el MTB. Profesor de Educación Física había comenzado a correr en 1991 y cinco años después se encontraba en el pelotón más selecto del mundo.
Participó representando al equipo argentino en los Juegos Olímpicos de Atlanta 1996. El Mountain Bike comenzó a ser Olímpico a partir de los Juegos de Atlanta.
Atlanta también significaría su debut a nivel internacional, ya que solo había conocidos los podios locales, regionales y también el nacional 1995 en la categoría elite. Previo a los Juegos de Atlanta, Chávez ganó cuatro de las cinco competencias selectivas organizadas por la Federación Argentina que lo clasificaron a los Juegos Olímpicos.